# El cascabel (canción)
El cascabel, es un huapango veracruzano tradicional mexicano, popularizado por el compositor mexicano Lorenzo Barcelata Castro.

## Letra e interpretaciones
La canción tiene una letra sencilla, en primera persona, habla sobre un cascabel adornado con una cinta morada que rezumba en la arena, en una parte de la letra se da un diálogo sobre el origen de la posesión. Parece haber un equívoco o doble sentido en la canción y su ritmo y melodía son siempre vivaces y alegres como se caracterizan en general los sones o huapangos.
La Sociedad de Autores y Compositores de México registraba hasta el año 2019, 146 interpretaciones de esta canción.  Entre las interpretaciones registradas por la S. A. C. M. mencionaremos las de Alberto Ángel «El Cuervo»,  Alejandro Fernández, Antonio Maciel, Irán Eory, Juan Torres, Lila Downs, María de Lourdes,Mariachi Vargas de Tecalitlán, Oscar Chávez, Pepe Aguilar, George Dalaras, Yanni y Yuri. Además de las interpretaciones señaladas por la  S. A. C. M., existen y son notables otras más, como las de Toña la Negra y Steve Jordan. Así como versiones en idiomas de países tan lejanos como Serbia, pues en la época de Yugoslavia la música mexicana se popularizó y adiquirió su propio carácter en esa región. Una de ellas es la del grupo "Manjifiko"  en su álbum "Umro je njegov glas". 
De las mencionadas interpretaciones, la de  Juan Torres y la de Yanni, son interpretaciones instrumentales. Otra interpretación digno de notarse referida por la S.A.C.M., es la de Irán Eory, quien se destacó más como actriz y tuvo pocas grabaciones. Las demás interpretaciones son de cantantes famosos en México e intermacionalmente, sin embargo destaca entre ellas la Antonio Maciel, cantante de modesto renombre, que fue elegida como una de las grabaciones que integran el disco de oro enviado al espacio, en las sondas espaciales Voyager.

## Motivos culturales
Lorenzo Barcelata tomó algunas coplas tradicionales de los sones veracruzanos, modificándolos, arreglándolos, para hacer este huapango.  Barcelata compuso la versión más conocida y hasta finales de la segunda década del siglo XIX, la más tradicional, las fuentes aquí propuestas no fijan una fecha de composición o de la publicación original, no obstante, debió haber sido antes de 1943, año de su muerte. 
El objeto motivo de este huapango, tiene una larga tradición en la cultura humana como amuleto que protege de los males a su portador.
En 1977 Carl Sagan y otros científicos eligen: "El cascabel", para integrar el disco de oro que portan las sondas espaciales Voyager 1 y Voyager 2. Cabe hacer notar que "El cascabel", es la única pieza musical en español en esos discos y por tanto único heraldo musical de la hispanidad, ante un posible, aunque poco probable, encuentro con una civilización extraterrestre.